# Култхард, Филиппа
Фили́ппа Ку́лтхард (англ. Philippa Coulthard; род. 25 ноября 1992, Брисбен) — австралийская актриса, известная по главным ролям в телесериалах «К-9» и «Неземной сёрфинг».

## Биография
Филиппа Култхард родилась 25 ноября 1992 года в Брисбене, штат Квинсленд, Австралия. Училась в англиканской школе Хиллбрук в Брисбене, занималась танцами в танцевальной школе Променад.
Актёрский дебют Филиппы состоялся в 2007 году в фильме «Незаконченное небо». С 2009 по 2010 год она снималась в главной роли в спин-оффе сериала «Доктор Кто» — «К-9». В 2012 году Филиппа сыграла главную роль в сериале «Неземной сёрфинг». В 2013 году появилась в фильме «Философы. Урок выживания». В 2014 году снялась в австралийском сериале «Секреты и ложь».

## Фильмография
| Год       |     | Русское название                   | Оригинальное название          | Роль           |
| --------- | --- | ---------------------------------- | ------------------------------ | -------------- |
| 2007      | ф   | Незаконченное небо                 | Unfinished Sky                 | Роуз           |
| 2009—2010 | с   | К-9                                | K9                             | Джорджи Тёрнер |
| 2012      | с   | Бики войны: Братья по оружию       | Bikie Wars: Brothers in Arms   | Линн           |
| 2012      | с   | Неземной сёрфинг                   | Lightning Point                | Эмбер Митчелл  |
| 2013      | ф   | Философы. Урок выживания           | The Philosophers               | Поппи          |
| 2014      | с   | Секреты и ложь                     | Secrets & Lies                 | Таша Ганделах  |
| 2015      | ф   | Теперь добавьте мёд                | Now Add Honey                  | Клэр Морган    |
| 2017      | с   | Улов                               | The Catch                      | Тереза Райли   |
| 2017      | кор | Эффект параллакса: Похищение       | The Parallax Effect: Abduction | Элис           |
| 2017      | ф   | Проклятие Аннабель: Зарождение зла | Annabelle: Creation            | Нэнси          |
| 2017      | с   | Говардс-Энд                        | Howards End                    | Хелен Шлегель  |
| 2018      | с   | Без вести                          | Gone                           | Саманта        |
| 2019      | с   | Для людей                          | For The People                 | Бетти          |
| 2022      | с   | Дарби и Джоан                      | Darby and Joan                 | Шантель        |